# Dialog (ProQuest)

Firmenlogo

Dialog, ein Tochterunternehmen des US-amerikanischen Unternehmens ProQuest, ist ein Host für Online-Datenbanken, die bevorzugt von Information Brokern in Anspruch genommen werden, bietet aber auch Produkte für Endbenutzer an. Dialog ist Weltmarktführer und gehört zu den bedeutendsten Hosts der USA. Aufgrund des starken Wettbewerbs ist der Marktanteil im deutschsprachigen Raum gering.

## Geschichte
Dialog wurde 1965 von der Firma Lockheed gegründet und 1972 verkauft und gilt als der erste kommerzielle Online-Service überhaupt. 
Seit der Gründung wechselten die Besitzer mehrmals. Anfang 2000 wurden die Dialog Corporation vom damaligen Besitzer M.A.I.D an das kanadische Konglomerat The Thomson Corporation verkauft. Dort wurde es in der Hauptgesellschaft Thomson Legal & Regulatory angesiedelt. 2001 erwarb die Thomson Corporation NewsEdge, einen Echtzeit-Nachrichtenanbieter, und gliederte ihn bei Dialog ein. Mitte 2008 wurde Dialog von Thomson Reuters an ProQuest verkauft.

## Organisation
Der Hauptsitz von Dialog befindet sich in Cary, North Carolina. Von den vier Standorten Boston, Mountain View (Kalifornien), Bern und London aus wird der Rechnerbetrieb gewährleistet. Mit 1.200 Datenbanken der Dienstleistungen und Produkte Dialog, Dialog Profound, Dialog Datastar, Dialog Newsedge und Dialog Intelliscope greift Dialog auf eine Gesamtdatenmenge von über 15 Terabyte in rund 1,4 Milliarden Datensätzen zurück.
Dialog baut nicht auf eigene Informationsinhalte auf, sondern kooperiert mit Datenbankproduzenten, in erster Linie ehemaligen Schwesterunternehmen aus dem Thomson-Konzern.